# برتراند هاريس برونسون
برتراند هاريس برونسون (بالإنجليزية: Bertrand Harris Bronson)‏ هو أكاديمي أمريكي، ولد في 22 يونيو 1902 في لورينسفيل في الولايات المتحدة، وتوفي في 14 مارس 1986 في ألاميدا في الولايات المتحدة.